# Syndesmogenus mimeuri
Syndesmogenus mimeuri är en mångfotingart som beskrevs av Henri W. Brölemann 1925. Syndesmogenus mimeuri ingår i släktet Syndesmogenus och familjen Odontopygidae. Inga underarter finns listade i Catalogue of Life.